# Orlando Drummond
Orlando Drummond Cardoso (Rio de Janeiro, 18 de outubro de 1919 – Rio de Janeiro, 27 de julho de 2021) foi um ator, dublador, comediante e radialista brasileiro.
Orlando é conhecido pelo personagem "Seu Peru", da Escolinha do Professor Raimundo, bem como por dublar os personagens Scooby Doo, Alf (de Alf: O ETeimoso), Popeye, Vingador (de Caverna do Dragão), Gato Guerreiro (de He-Man), Puro Osso (de As Terríveis Aventuras de Billy e Mandy), entre outros.

## Biografia
Orlando iniciou sua carreira no ano de 1942, como contrarregra. Com o auxílio de Paulo Gracindo começou a atuar como dublador, após ele perceber seu potencial. Posteriormente atuou em alguns filmes, como Rei do Movimento (1954) e Angu de Caroço (1955), até chegar à carreira de dublador, a qual exerceu do início dos anos 1950 até junho de 2015, após sofrer um acidente.
Ganhou notoriedade com o personagem Seu Peru, da Escolinha do Professor Raimundo, criado em 1952 para a versão do programa no rádio. Em telenovelas, sua primeira participação ocorreu em Caça Talentos, interpretando Zaratustra, de 1996 a 1998. Atuou no programa Zorra Total, de 1999 a 2013, interpretando diversas personagens, entre eles o Seu Peru. Apareceu ainda no Vídeo Show, em fevereiro de 2015.
Entrou para o Livro Guinness dos Recordes por dublar Scooby Doo por mais de 35 anos. Entretanto, na série Scooby Doo - Mistério S/A, Orlando trabalhou apenas na 1ª temporada, por conta de uma exigência da Warner, sendo substituído então por Reginaldo Primo.
Foi indicado a Melhor Dublador de Protagonista no Prêmio Yamato de 2004, por seu trabalho como Puro Osso, em As Terríveis Aventuras de Billy e Mandy.
Foi indicado ao prêmio de Melhor Dublador de Protagonista, no Prêmio Yamato de 2005, por seu trabalho como Scooby-Doo, em As Novas Aventuras de Scooby-Doo.
Em 2019, Drummond foi homenageado no Carnaval do Rio. Em maio de 2019, aos 99 anos, participou da dublagem do comercial da Renault, que propôs um final alternativo do desenho Caverna do Dragão. Ele dublou seu antigo personagem, o vilão Vingador.
Em janeiro de 2021, Orlando participou da cerimônia de início da vacinação contra a Covid-19, no Rio de Janeiro, sendo uma das primeiras pessoas da cidade a receber a vacina.

## Morte
Em abril de 2021 foi internado por causa de uma infecção urinária, mas recebeu alta dois meses depois.
Em 24 de julho de 2021, Orlando apresentou perda de memória e de apetite, deixou de se alimentar e de reconhecer pessoas. Três dias depois, em 27 de julho de 2021, faleceu aos 101 anos, em sua casa no Rio de Janeiro, por falência múltipla de órgãos. Deixou sua esposa, Glória Drummond, dois filhos, cinco netos e três bisnetos.
Apenas três dias depois do falecimento de Orlando Drummond, o dublador Mário Monjardim, grande amigo de Drummond e conhecido por dublar o Salsicha, em Scooby-Doo, e o Pernalonga, no Brasil, morreu aos 86 anos. Ele havia sofrido um AVC que o deixou com sequelas. Em 4 de setembro de 2022, a viúva de Drummond, Glória Drummond, faleceu aos 83 anos.

## Vida pessoal
Orlando foi casado desde 1951 com Glória Drummond e com ela teve dois filhos. Sua descendência direta conta com cinco netos, dos quais três também são dubladores (Felipe, Alexandre e Eduardo), e três bisnetos.

## Filmografia

### Televisão
| Ano           | Título                                   | Papel                                       | Nota                                   | Emissora       |
| ------------- | ---------------------------------------- | ------------------------------------------- | -------------------------------------- | -------------- |
| 1969          | Sangue do Meu Sangue                     |                                             |                                        | Rede Excelsior |
| 1970–71       | Café Sem Conserto                        |                                             |                                        | Rede Tupi      |
| 1972          | Balança mas Não Cai                      |                                             |                                        | Rede Tupi      |
| 1978          | Risotheque                               |                                             |                                        | Rede Tupi      |
| 1982–90       | Chico Anysio Show                        | Várias personagens                          |                                        | Rede Globo     |
| 1990–95, 2001 | Escolinha do Professor Raimundo          | Seu Peru                                    |                                        | Rede Globo     |
| 1992          | Os Trapalhões                            | Seu Peru                                    | Quadro: "Agência Trapa Tudo"           | Rede Globo     |
| 1992          | Os Trapalhões                            | Popeye                                      | Quadro: "Agência Trapa Tudo"           | Rede Globo     |
| 1996          | Caça Talentos                            | Mago Zaratustra                             |                                        | Rede Globo     |
| 1996          | Chico Total                              | Simão                                       |                                        | Rede Globo     |
| 1999          | O Belo e as Feras                        | Papagaio                                    | Episódio: "Azar no Jogo, Pior no Amor" | Rede Globo     |
| 1999–13       | Zorra Total                              | Seu Peru / Índio Taco / Takancuca / Vamperu |                                        | Rede Globo     |
| 2001          | A Turma do Didi                          | Popeye                                      | Episódio: "TV Digital é o Canal"       | Rede Globo     |
| 2006          | A Diarista                               | Paulinho (voz)                              | Episódio: "Aquele do Papagaio"         | Rede Globo     |
| 2008          | Toma Lá, Dá Cá                           | Aparício Le Bichon                          | Episódio: "A Terceira Praga do Egito"  | Rede Globo     |
| 2008          | Ciranda de Pedra                         | Jurado do Miss Suéter                       |                                        | Rede Globo     |
| 2009          | Chico e Amigos                           | Seu Peru                                    | Especial de fim de ano                 | Rede Globo     |
| 2009          | Uma Noite no Castelo                     | Livro Mágico (voz)                          | Especial de fim de ano                 | Rede Globo     |
| 2019          | Escolinha do Professor Raimundo          | Seu Peru                                    | Episódio: "20 de outubro"              | Rede Globo     |
| 2019          | Renault Kwid Outsider: Caverna do Dragão | Vingador (voz)                              | comercial de TV                        |                |

### Cinema
| Ano  | Título                        | Papel                                     |
| ---- | ----------------------------- | ----------------------------------------- |
| 1954 | O Rei do Movimento            | Natanael, dono da joalheria               |
| 1955 | Angu de Caroço                | Lulu                                      |
| 1969 | Bonga, o Vagabundo            | Garçom bêbado                             |
| 1971 | O Doce Esporte do Sexo        | Português, dono do bar (segmento: A boca) |
| 2004 | Tainá 2 - A Aventura Continua | Ludo, o papagaio (voz)                    |
| 2005 | O Sarcófago Macabro           | Sacerdote                                 |
| 2005 | Um Lobisomem na Amazônia      | Secretário de Segurança Pública           |
| 2021 | De Perto Ela Não É Normal     | Pescador                                  |

## Dublagens
- Foi a voz oficial da personagem Scooby-Doo[7] em todas as séries (até a primeira temporada de Scooby Doo - Mistério S/A) e longas-metragens (animados e live-action), em Harvey, O Advogado e em Johnny Bravo no episódio "Twas the Night";
- Patolino e Frajola (entre 1971 e 1995);
- Popeye e Vovô Popeye,[7] em todos os episódios dublados pela Herbert Richers;
- Alf, o ETeimoso, na série original e animada;
- Peter Saar Gwynleve — The Witcher 3: Wild Hunt (videogame);
- Vovô Cão e Dr. Urso Marrom - Peppa Pig (1ª voz);
- Vingador[7] — Caverna do Dragão;
- Marechal Doggus - O Pirata do Espaço;
- Rátaro — Thundercats;
- Hamato Yoshi/Mestre Splinter — As Tartarugas Ninja (7ª e 8ª temporadas na dublagem da Herbert Richers/VTI);
- Puro Osso — As Terríveis Aventuras de Billy e Mandy;
- Sr. Coelho — A Mansão Foster para Amigos Imaginários;
- Gargamel[7] — Smurfs (série clássica);
- Papai Smurf — Os Smurfs (filme de 2011), Os Smurfs 2 (filme de 2013) e Mad;
- Corujão (Ursinho Puff) — As Novas Aventuras do Ursinho Puff, substituindo Amaury Costa;
- Dinamite, o Bionicão — O Show do Bionicão;
- Sir Giles — O Dragão Relutante (3ª dublagem)
- Professor Girassol — As Aventuras de Tintim;
- Atchim — Branca de Neve e os Sete Anões (2ª dublagem);
- Lebre de Março — Alice no País das Maravilhas (1ª dublagem);
- Sr. Smee — Peter Pan;
- Arquimedes — A Espada Era a Lei;
- Sr. Dawes Sênior — Mary Poppins (1ª dublagem);
- João Pequeno — Robin Hood;
- Caco — A Dama e o Vagabundo (2ª dublagem);
- Lafayette — Aristogatas;
- Hong Kong Fu — Hong Kong Fu e seu alter ego Penry;
- João Honesto — Fievel: Um Conto Americano;
- Texugo — O Cão e a Raposa (dublagem da Herbert Richers)
- Juca - Bernardo e Bianca;
- Cocheiro — Pinóquio (dublagem da RioSom)
- Corvo de Óculos (dublagem da Tecnisom) e Diretor do Circo (dublagem da Double Sound) — Dumbo;
- Coruja — Bambi (2ª dublagem)
- Angus MacBadger — As Aventuras de Ichabod e Sr. Senhor (dublagem da Double Sound);
- Zé Grandão/Irmão Urso — A Canção do Sul (1ª dublagem);
- Sr. Ages/Eras — A Ratinha Valente (dublagem original da Herbert Richers);
- Dallben — O Caldeirão Mágico;
- Winston — Oliver e sua Turma;
- Forge — Robôs;
- Zeke e Leão Covarde - O Mágico de Oz (dublagem da Telecine);
- Urso (dublagem da Tecnisom) e General Teagler (dublagem da Double Sound) — Se Minha Cama Voasse;
- Prefeito - Meu Amigo o Dragão (1ª dublagem);
- Marvin Acme — Uma Cilada para Roger Rabbit (Redublagem);
- Juiz da Feira da Cidade - Meu Querido Carneirinho;
- Ixis Naugus — Sonic, o Ouriço;
- Tio Chuck — Sonic Underground;
- Velhote Bom de Tato — (Des)encanto (1ª voz);
- Lefty — A Família do Futuro;
- Yar — Dinossauro;
- Fenton Harcourt — Atlantis: O Reino Perdido;
- Grimbsy — A Pequena Sereia II: O Retorno para o Mar;
- M. C. Macaco — Mogli — O Menino Lobo 2;
- Policial — Por Água Abaixo;
- Acólito — O Caminho para El Dorado;
- Chefe Coelho — Uma Grande Aventura;
- Dumdom — Tartaruga Touché;
- Capitão do dirigível — O Serviço de Entregas da Kiki;
- Patolino e Frajola — Tiny Toon e Uma Cilada para Roger Rabbit;
- Pacato/Gato Guerreiro[7] — He-Man;
- Sir Tuxford — Os Ursinhos Gummi;
- Frangolino — Tiny Toon;
- João Jonas Jaime — Homem-Aranha (1ª dublagem);
- Coisa — Os Quatro Fantásticos;
- Seu Peru — Bons de Bico;
- Sr. Fofo — Fantasmino, o Fantasma Galopante;
- Kojeka — Arquivo Cãofidencial;
- Buba Mascote — Os Tremendões;
- Calado — Sinbad Jr.;
- Oliver Hardy — O Gordo e o Magro;
- Herman — Os Muzarelas;
- Bibo Pai — Ho-Ho-Olímpicos (dublagem da Herbert Richers);
- Dr. Kawa — Menino Biônico;
- O Monstro — Krull;
- Yogui — Mini Polegar;
- Jack Gwillim — Fúria de Titãs;
- Rev. Paul Ford — Pollyanna;
- General George S. Patton — Patton;
- Trailbreaker — Transformers;
- Assombroso — Gasparzinho;
- Sargento Reed — Robocop;
- Abeleão — Wuzzles;
- Martin Crane — Frasier;
- Mugsy - Pernalonga;
- Fireball — O Sobrevivente;
- Don Diego Quintana - Serenata Tropical
- O prefeito de Filadélfia, o médico do treinador Mickey e vozes adicionais — Rocky III;
- Treinador Duke — Rocky IV;
- Noah Cross - Chinatown;
- Brooks Hatlen — Um Sonho de Liberdade;
- Bonasera — O Poderoso Chefão (1ª dublagem);
- General George C. Marshall — O Resgate do Soldado Ryan;
- Sargento Demetrio López García (Henry Calvin) — Zorro;
- Comandante Eric Lassard — Loucademia de Polícia (desenho) e Loucademia de Polícia 2, 3 e 4;
- Lex Luthor, Sinestro e Desaad — Superamigos;
- Darth Sidious — Star Wars: Episódio VI - O Retorno de Jedi;
- Jason Cutler (Robert Loggia) — Falcão - O Campeão dos Campeões;
- Professor McAllister — Sociedade dos Poetas Mortos;
- Hacker — Centurions: Força Extrema;
- Múmia — Aqua Teen Hunger Force;
- Agente Lonnie Hawkins — O Preço de um Resgate;
- Odo — Jornada Nas Estrelas: Deep Space Nine;
- Dentes-de-Sabre — X-Men;
- Comandante Toudou Heikuuro (1ª voz) — Patrulha Estelar;
- Camaleão — Os Super-Patos;
- Sargento Bulldog (2ª voz) — 101 Dálmatas;
- Jesse Duck (2ª voz) — Os Gatões;
- Papai Noel — O Máskara, no filme O Estranho Mundo de Jack (2ª Voz) e Aconteceu de Novo no Natal do Mickey;
- Bafo-de-Onça — O conto de Natal do Mickey;
- Sr. Growbag — Wallace & Gromit: A Batalha dos Vegetais
- Armagedroid — Uma Robô Adolescente;
- João Doce — KND: A Turma do Bairro;
- Animus — Power Rangers: Força Animal;
- Diretor McVicker — Beavis & Butthead detonam a América;
- Personagens Secundárias - Os Simpsons;
- Gennai - Digimon Adventure;
- Comandante Nebula — Buzz Lightyear do Comando Estelar;
- Coronel Musgrove (Don Fellows) - Indiana Jones e os Caçadores da Arca Perdida (duas versões)
- Bernard — Homem-Aranha 3;
- Master — Mad Max - Além da Cúpula do Trovão;
- Popeye Doyle - Operação França;
- Juiz Halsted — Terra Fria;
- General Taylor — Bom Dia, Vietnã;
- D.A.V.E. — O Batman;
- Haden — 48 Horas;
- Max[7] - Casal 20;
- Frank McBride — Switch: Trocaram Meu Sexo;
- Odin, Loki e Bruce Banner - Os Marvel Super-Heróis;
- Tim Konrad - De Volta Para o Futuro 3
- C-3PO — Star Wars;
- Bill Moor - Advogado do Diabo (Redublagem)
- Athos — D'Artagnan e os Três Mosqueteiros;
- Paddy Button — A Lagoa Azul;
- Sr. Welling — Os Batutinhas (3ª dublagem)
- Big Ben Healy — O Pestinha 3;
- Saul Blomm — Onze Homens e um Segredo (na trilogia);
- Walter Matthau — Dennis, o Pimentinha (Globo), Dois Velhos Rabugentos e Dois Velhos Mais Rabugentos;
- Q e M de Bernard Lee — Nos filmes de James Bond;
- Buzz Aldrin — Transformers: O Lado Oculto da Lua;
- Gennai idoso — Digimon Adventure e Digimon Adventure 02;
- participações — Xena, a Princesa Guerreira, Os Fantasmas, Duck Dodgers, DuckTales, Frango Robô, O Novo Pica-Pau, O Gato Félix, Os Simpsons, Liga da Justiça Sem Limites, A Família Dinossauros, Riquinho, Rocky II e Um Maluco no Pedaço;
- Cavaleiro Gnono e Coronel Milho Verde — Hora de Aventura;
- Comandante Edward Smith — Titanic;
- Sr. Potter - Sob o Signo de Capricórnio;
- Charlie Zane — O Grande Búfalo Branco;
- Presidente dos Estados Unidos — Muito Além do Jardim;
- Imperador — O Cristal Encantado;
- Capitão Ross — King Kong(3ª dublagem);
- Frost — Um Drink no Inferno;
- Edwin Seller - O Dossiê Pelicano;
- Sr. Peacock — No Tempo das Diligências;
- Polônio — Hamlet;
- Quintus Arries — Ben-Hur;
- Capitão Barba Negra — O Fantasma do Barba Negra;
- Juiz Francis Rayford — Justiça para Todos;
- John Hammond — Jurassic Park: O Parque dos Dinossauros e Jurassic Park: O Mundo Perdido na primeira dublagem;
- Scotty dos filmes de Jornada nas Estrelas;
- Gandalf — O Senhor dos Anéis;
- Sr. Mendiola — Rebelde;
- Otávio Vallejo — Café com Aroma de Mulher;
- Gmork — A História sem Fim;
- Juiz — Maria do Bairro;
- John Candy (dublagem original) e Marty, o alce (redublagem) — Férias Frustradas;
- O avô — Os Garotos Perdidos